# Кокаро, Данило
Дани́ло Кока́ро (исп. Danilo Cóccaro; 22 августа 1991, Монтевидео, Уругвай) — уругвайский футболист, нападающий клуба «Серро».

## Карьера
Начал заниматься футболом в клубе из родного города — «Расинге». Выступал за «Атлетико Рентистас» из Монтевидео. В 2012 году подписал контракт с минским «Динамо». В столичном клубе Кокаро отыграл половину сезона 2012 и пол сезона 2013, вышел на поле в 24 матчах и забил 2 мяча. В августе 2013 контракт был расторгнут по обоюдному согласию сторон.
В сентябре 2013 вернулся в «Рентистас»